# Harri Pritchard Jones
Harri Pritchard Jones (* 10. März 1933 in Dudley, Worcestershire; † 10. März 2015 in Penarth, Vale of Glamorgan) war ein walisischer Schriftsteller.

## Leben
Jones wuchs in Menai Bridge und Llangefni auf der walisischen Insel Anglesey auf. Er studierte in Birmingham und am Trinity College in Dublin Medizin. Zehn Jahre lebte er in Irland. Im Jahr 1958 schloss er sich, bis dahin Agnostiker, dem römisch-katholischen Glauben an. 1965 heiratete er Lenna Harries, mit der er eine Tochter und zwei Söhne bekam. Er arbeitete als Psychiater und betätigte sich als Schriftsteller, wobei er auf Walisisch schrieb.
Jones verfasste Romane, Kurzgeschichten und wissenschaftliche Arbeiten. Häufig spielte die Handlung seiner Werke, ungewöhnlich für walisische Literatur, obwohl auf Walisisch geschrieben, außerhalb von Wales.

## Werke (Auswahl)
- Troeon, Kurzgeschichten, 1966
- Dychwelyd, Roman, 1972
- Pobl, Kurzgeschichten, 1978

Darüber hinaus verfasste er eine wissenschaftliche Studie über Sigmund Freud.